# Veit Stiller
Veit Stiller (* 29. September 1952 in Radebeul) ist ein deutscher Schauspieler und Autor.

## Leben
Der 1952 in Radebeul geborene Veit Stiller besuchte von 1959 bis 1969 die Polytechnische Oberschule (POS) und machte anschließend bis 1972 eine Berufsausbildung als Koch mit Abitur. Von 1974 bis 1977 absolvierte er die Staatliche Schauspielschule Berlin und war danach bis 1986 am Stralsunder Theater engagiert. Von nun an war er freischaffend tätig und veröffentlichte ab diesem Zeitpunkt, zusätzlich zu seiner Arbeit als Schauspieler, Texte in Zeitungen, für Hörspiele im Rundfunk der DDR und wirkte an der Gestaltung von Büchern mit.
Veit Stiller hat seinen Wohnsitz in Berlin.

## Filmografie
- 1979: Polizeiruf 110: Walzerbahn (Fernsehreihe)
- 1984: Polizeiruf 110: Freunde
- 1985: Die Leute von Züderow (Fernsehserie, 1 Episode)
- 1988: Polizeiruf 110: Eifersucht
- 1988: Zahn um Zahn (Fernsehserie, 1 Episode)
- 1988: An allem ist Matuschke schuld (Fernsehfilm)
- 1989: Tierparkgeschichten (Fernsehserie, 1 Episode)
- 1989: Die ehrbaren Fünf (Fernsehfilm)
- 1990: Flugstaffel Meinecke (Fernsehserie, 4 Episoden)
- 2009: Lasko – Die Faust Gottes (Fernsehserie, 1 Episode)

## Theater
- 2000: Friedrich Schiller: Die Räuber (Vater Maximilian) – Regie: Rike Eckermann (Theater A. Fraktion, Berlin)
- 2001: Henry Purcell: King Artur (Merlin) – Regie: Lars Wernecke (Heilig-Kreuz-Kirche, Berlin)
- 2002: Emil Rosenow: Kater Lampe – Regie: Jürgen Mai (Comödie Dresden)
- 2003: Heinrich Spoerl: Die Feuerzangenbowle (Lehrer Bömmel) – Regie: Herbert Graedtke (Die Scheune Ludwigsdorf)
- 2003: Wilhelm Jacoby/Carl Laufs: Pension Schöller – Regie: Herbert Graedtke (Comedia Saxonia)
- 2004: Karl May: Winnetou – Regie: Herbert Graedtke (Karl-May-Spiele Hohenstein-Ernstthal)
- 2006: Johann Wolfgang von Goethe: Faust (Faust) – Regie: Andreas Rüdiger (Theater Meißen)
- 2009: Rolf Hochhuth: Sommer 14 (Druskat) – Regie: Rolf Hochhuth (Urania, Berlin)
- 2014: Theodor Fontane: Effi Briest (Vater Briest) – Regie: Claus Stahnke (Schloss Ribbeck)

## Hörspiele (Autor)
- 1987: Die heiße Spur – Regie: Detlef Kurzweg (Kurzhörspiel der Reihe Waldstraße Nummer 7 – Rundfunk der DDR)
- 1988: Feuerwehrvergnügen – Regie: Detlef Kurzweg (Kurzhörspiel der Reihe Waldstraße Nummer 7 – Rundfunk der DDR)
- 1988: Irren und Wirren – Regie: Detlef Kurzweg (Kurzhörspiel der Reihe Waldstraße Nummer 7 – Rundfunk der DDR)
- 1988: Urlaubsvorbereitung – Regie: Detlef Kurzweg (Kurzhörspiel der Reihe Waldstraße Nummer 7 – Rundfunk der DDR)
- 1988: Eine überraschende Wendung – Regie: Detlef Kurzweg (Kurzhörspiel der Reihe Waldstraße Nummer 7 – Rundfunk der DDR)
- 1989: Wer A sagt … – Regie: Klaus Zippel (Kurzhörspiel der Reihe Anna Simons Gäste – Rundfunk der DDR)
- 1989: Klassentreffen – Regie: Detlef Kurzweg (Kurzhörspiel der Reihe Anna Simons Gäste – Rundfunk der DDR)
- 1990: Der Weinbau in Sachsen – Regie: Bert Bredemeyer (Kurzhörspiel der Reihe Anna Simons Gäste – Rundfunk der DDR)
- 1990: Umtausch ausgeschlissen – Regie: Günter Bormann (Kurzhörspiel/Kriminalhörspiel – Rundfunk der DDR)
- 1990: Grundlagentraining – Regie: Detlef Kurzweg (Kurzhörspiel der Reihe Anna Simons Gäste – Rundfunk der DDR)
- 1990: Alte Freundschaft – Regie: Detlef Kurzweg (Kurzhörspiel/Kriminalhörspiel – Rundfunk der DDR)
- 1990: So ein Theater – Regie: Bert Bredemeyer (Kurzhörspiel der Reihe Anna Simons Gäste – Rundfunk der DDR)
- 1990: Ramsch und Scherben – Regie: Bert Bredemeyer (Kurzhörspiel der Reihe Anna Simons Gäste – Rundfunk der DDR)